# Darsa
Darsa (arabisch درسة, DMG Darsa, auch Darsah) ist – von einigen Felsinseln abgesehen – die kleinste sowie südlichste Insel des Sokotra-Archipels im nordwestlichen Indischen Ozean und stellt somit die südlichste Landmasse der Republik Jemen dar. Administrativ gehört sie, wie alle Inseln des Archipels, zum Gouvernement Sokotra.

## Geographie
Die unbewohnte Insel liegt rund 38 km südwestlich von Sokotra, der Hauptinsel des Archipels. Darsa und ihre 17 km entfernte Nachbarinsel Samha im Westen werden auch als al-Ichwān / الإخوان / al-Iḫwān / ‚die Brüder‘ bezeichnet. Die langgestreckte Insel ist etwa 7 km lang, bis zu 1,8 km breit und weist eine Fläche von rund 10 km² auf.
Zusammen mit den drei benachbarten Inseln des Sokotra-Archipels gehört Darsa seit 2008 zum Weltnaturerbe der UNESCO.